# えちぜん鉄道
えちぜん鉄道株式会社（えちぜんてつどう）は、福井県福井市に本社を置き、福井県北部で2つの鉄道路線を運営する、沿線の福井市、勝山市、坂井市などが出資している第三セクター方式の日本の鉄道事業者である。略称・通称はえち鉄。
かつて、京福電気鉄道が福井県下で運営していた越前本線（現在の勝山永平寺線）および三国芦原線を引き継いで運営するために設立された。

## 歴史
1992年（平成4年）、京福電気鉄道が越前本線の東古市駅（現：永平寺口駅） - 勝山駅間と永平寺線の廃止およびバス転換を表明。これに対して1997年（平成9年）に福井県と沿線市町村が越前本線および永平寺線存続のために京福越前線活性化協議会を設立し、行政支援や利用促進策を講じることになった。
そんな中で京福電気鉄道は、2000年（平成12年）12月17日に越前本線志比堺駅 - 東古市駅間で、2001年（平成13年）6月24日に越前本線保田駅 - 発坂駅間で、半年間に2度も列車衝突事故を起こし（「京福電気鉄道越前本線列車衝突事故」を参照）、国土交通省から列車運行停止命令を受けて福井県内の全線で運行を停止した。それに伴う鉄道収入の減少や代行バスに係る費用増等による収支悪化等により、福井鉄道部の事業継続が困難になったとして、同社は同年10月19日に、越前本線・永平寺線・三国芦原線の廃止届を国土交通省に提出した。
福井県は、越前本線・三国芦原線を地域の足として第三セクター方式で存続させることを決定し、2002年（平成14年）9月17日にえちぜん鉄道を設立し、国土交通大臣より2003年（平成15年）1月17日付で京福電気鉄道の越前本線・三国芦原線に関する鉄道事業を譲り受ける認可を受け、同年2月1日に開業した（実際の旅客営業は開始せず）。この譲渡を受け、越前本線は勝山永平寺線に改称した。なお、永平寺線は収支の好転が見込めないことから譲渡されず、2002年（平成14年）10月21日付で廃止されている。
同年7月19日、事故以来休止していた勝山永平寺線の福井駅 - 永平寺口駅間、三国芦原線の福井口駅 - 西長田駅（現在の西長田ゆりの里駅）間で特別列車を運行。翌20日から正式に営業を再開した。同年中に三国芦原線と勝山永平寺線の残る区間も正式に営業を再開した。
営業再開時には自動券売機が全廃され、駅での切符は購入年齢層を把握するため、全て窓口の係員または車内のアテンダントから購入するスタイルを導入したが、2020年（令和2年）春より主要駅での自動券売機の再設置を進めている。 
2016年（平成28年）3月27日、「フェニックス田原町ライン」として、三国芦原線の鷲塚針原駅（朝のみ福大前西福井駅）から田原町駅経由で福井鉄道福武線越前武生駅（現・たけふ新駅）との間で相互直通運転を開始した。
北陸新幹線の延伸開業に伴うハピラインふくいへの西日本旅客鉄道（JR西日本）北陸本線の経営移管に先立ち、福井県議会ではえちぜん鉄道とハピラインふくい、そして同じく福井県内の第三セクター鉄道である福井鉄道との経営統合も含め、3社のありかたについて検討するとしていた。2020年（令和2年）6月には、線路の保守にかかわる資材および工事をえちぜん鉄道と福井鉄道が共同で発注することについて合意が成立していることが報道された。2024年（令和6年）6月5日、前述の3社で『福井県鉄道協会』を設立したが、3社の成り立ちの経緯の違いから経営統合は見送りとなった。
2021年（令和3年）秋からは、新幹線延伸を視野に入れて、貸切列車・バスを組み合わせたツアー誘客を始めた。

### 年表
- 2002年（平成14年）9月17日：えちぜん鉄道設立[5]。
- 2003年（平成15年）2月1日：京福電気鉄道から越前本線・三国芦原線を譲渡価格20億1000万円で譲り受ける[16]。
  - 7月19日：勝山永平寺線福井 - 永平寺口間、三国芦原線福井口 - 西長田間で特別列車運行[17]。翌日7月20日から正式営業再開[5][17]。
  - 8月10日：三国芦原線全線が正式営業再開[5][7]。
  - 10月19日：勝山永平寺線全線が正式営業再開[5][7]。
- 2016年（平成28年）3月27日：「フェニックス田原町ライン」として、三国芦原線と福井鉄道福武線との相互直通運転開始[10]。
- 2024年（令和6年）10月11日：勝山永平寺線・三国芦原線でJR西日本のICカード「ICOCA」を導入[18]。

## 鉄道事業

路線図

### 路線
- 勝山永平寺線（旧：越前本線）
- 三国芦原線

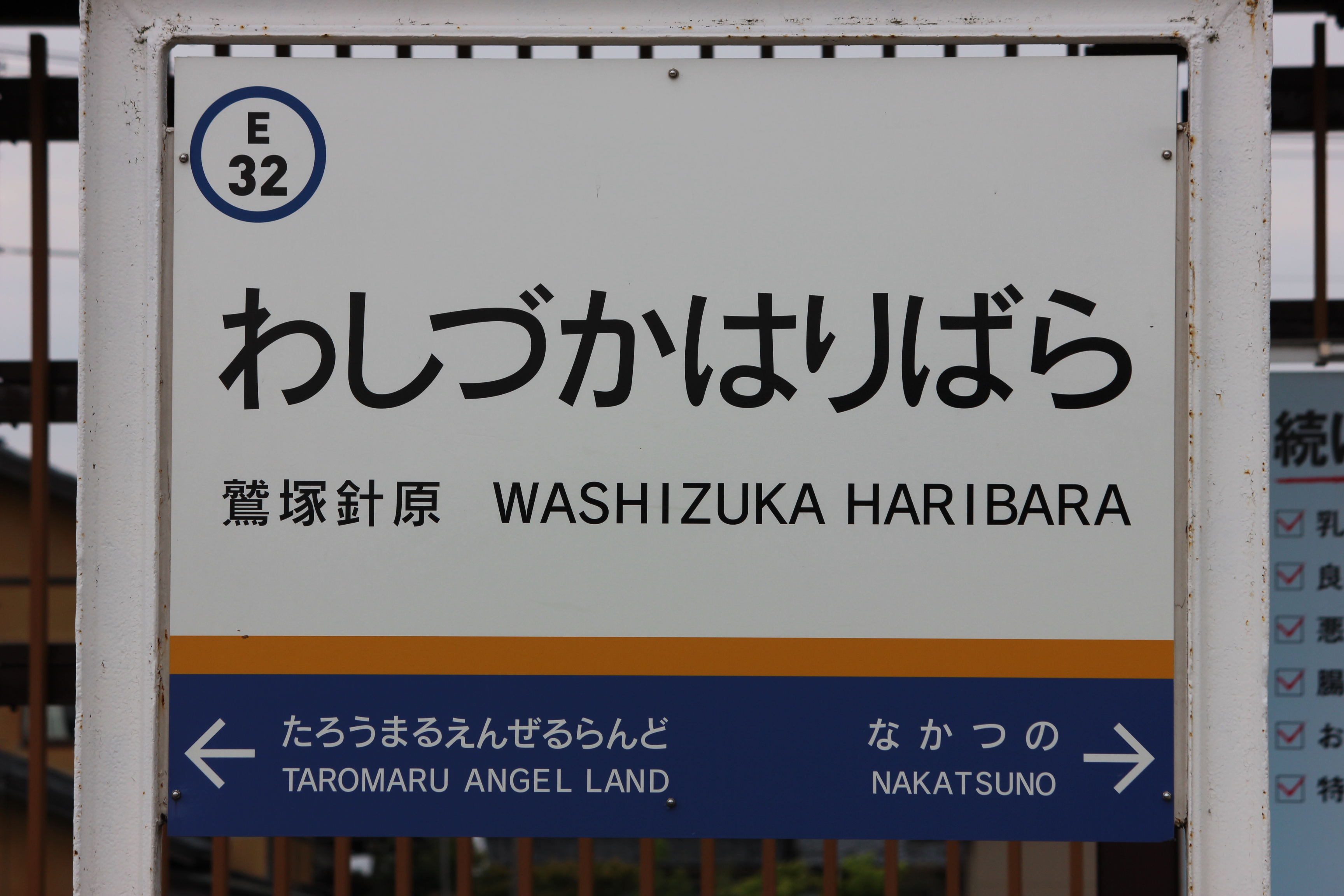
駅名標 （鷲塚針原駅、標準仕様）
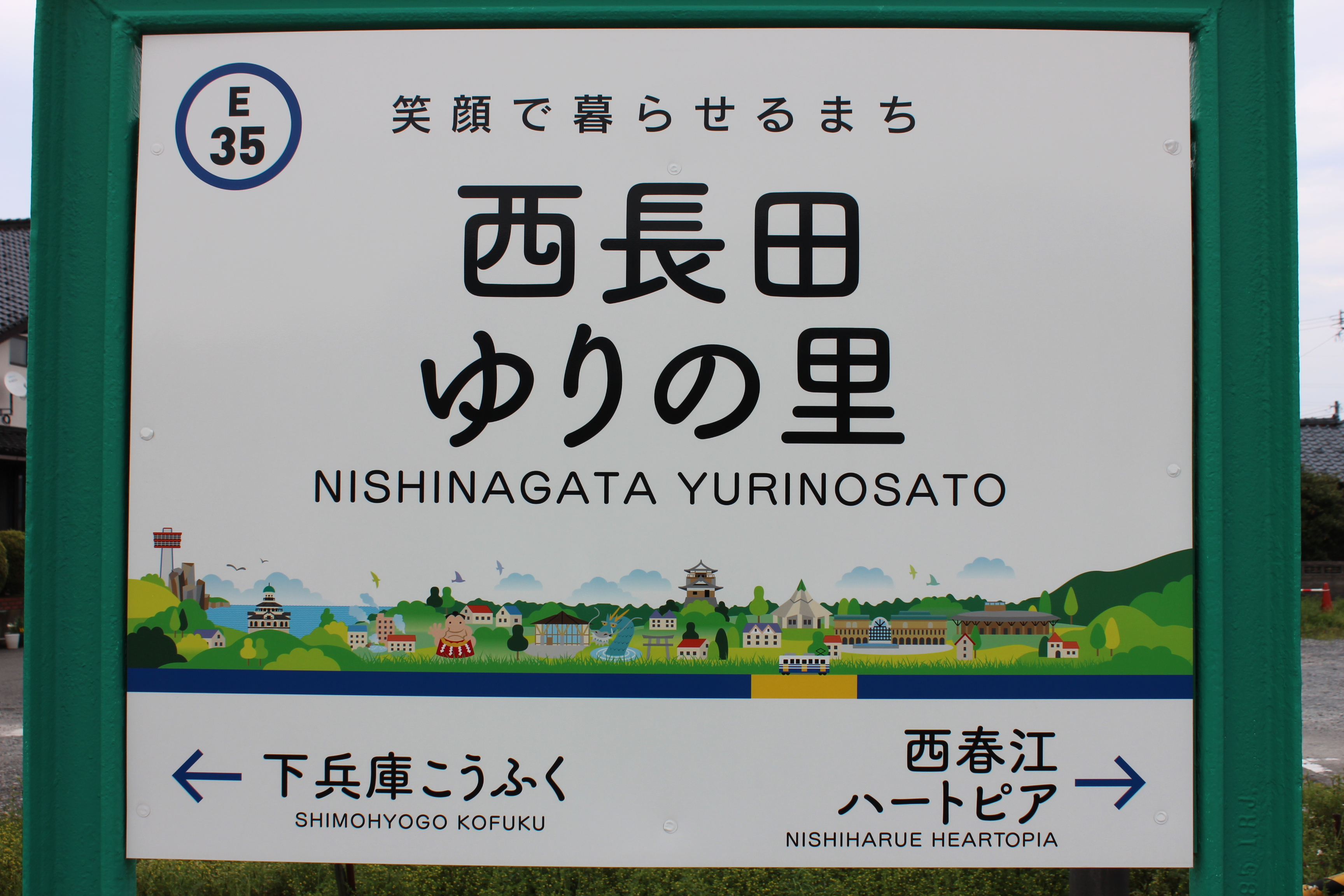
駅名標 （西長田ゆりの里駅、坂井市内の駅仕様）

### 車両
京福時代の形式称号は、電動車がモハ、電気機関車がテキと名乗っていた（1974年の形式称号改定以前は、電動車がホデハ、制御車がホクハ、付随車がホサハであった）。えちぜん鉄道移管後は、電動車がMC、電気機関車がMLに変更されている。モーターカーは「MCR」と表記される。車号の書体は阪神電気鉄道で使われているものと同じものが使われている。車両は2両固定編成のMC7000形とMC8000形、連接車のL形、既に廃車になったMC2101形の一部編成を除き、全て両運転台式の単行車両（1両で運転可能な車両）である。
以下で車号間の +記号は編成やユニットを組む車両、-記号は範囲を表す。例、6101 + 6102 ：6101と6102からなる編成、6103 - 6112 ：6103から6112まで。

#### 現有車両

##### 電車
- MC5001形 - 1両（5001）
京福電気鉄道でモハ2201形以来40年ぶりの新造車として5001と5002の2両が国・県・沿線自治体の補助を受けて1999年（平成11年）に製造された[19]。車体は武庫川車輌工業で新造され、台車・冷房装置は福井鉄道の600形と同様、廃車となった豊橋鉄道1900系の発生品が使用された。5002は2001年（平成13年）の正面衝突事故で廃車解体され、5001のみが現存する[19]。1両のみの少数派形式であるが、後述のMC7000形への置き換え対象とはならなかった。現用車両では唯一のオールロングシート車で、また京福時代から運行している最後の電車である。
- MC6001形 - 2両（6001 + 6002）、MC6101形 - 12両（6101 - 6112）
現在のえちぜん鉄道の主力。愛知環状鉄道が新型車両2000系を導入したことにより余剰となった片運転台の100形・200形と両運転台の300形の計23両を無償で譲り受け、片運転台の100形は200形の運転台を流用し両運転台に改造[20]、えちぜん鉄道塗装になり大きくイメージが変わった。MC6001形とMC6101形は交流電源とエアコンユニットが異なる。元100形のMC6001形は基本的に2両連結で使われるが、運用によっては分割もある。逆に元100・300形のMC6101形は基本的に1両で使われるが、朝や夕方の運用によっては併結運転もある[注釈 3]。全車両ともスノープロウを兼ねたスカートが取り付けられている。
- MC7000形 - 12両（7001 + 7002・7003 + 7004・7005 + 7006・7007 + 7008・7009 + 7010・7011 + 7012）
東海旅客鉄道（JR東海）から飯田線で使用していた119系のうち、JRグループ発足後にインバータ方式による冷房搭載・ワンマン化改造を受けた5300番台の12両を譲り受けた車両。主電動機を直流モーターから交流モーターに、制御方式を抵抗制御からVVVFインバーターに変更し、標識灯・客室灯・行先表示灯にLEDを採用、トイレの撤去などの改造が行われた。偶数番号車はモーターを搭載しないため同社初の制御車となり、TC7000形となっている。また、えちぜん鉄道移籍時に運転台の位置を下げる改造も行われたため、車両正面はMC6000・6100形と似た外観になっている。2013年（平成25年）2月4日に第1編成の営業運転が始まり、2014年（平成26年）11月までに6本計12両が搬入され[21][22]、順次営業運転に入っている。
- L形 ki-bo（キーボ）- 2両
福井鉄道との相互直通運転用に導入された。2車体連節構造の低床LRVであり、富山地方鉄道（旧富山ライトレール）TLR0600形や、熊本市交通局0800形とは兄弟車となる。えちぜん鉄道発足以来初の新造車両であり、足回りまで含めての完全新造車両は、京福時代を含めても数十年ぶりである。福井鉄道がえちぜん鉄道との相互直通運転に使用しているF1000形（FUKURAM）とF2000形（FUKURAM Liner）は両形式とも3車体連接車であり、相互直通運転にもかかわらず両社の車両間で輸送力の差が生じている珍しい事例になっている[23][24]。
- MC8000形[25] - 2両（8001 + 8002）
2021年（令和3年）に静岡鉄道から1000形1編成（1010号編成）を譲受した[26]。譲受に際しては、阪神電鉄尼崎工場にて勝山永平寺線で運行の観光列車「恐竜列車」[注釈 4]用に車体内外が改造された。改造後2023年（令和5年）3月15日にえちぜん鉄道へ到着。同年5月4日から6日にかけて内覧会ツアーが行われ、形式名も予定として公表された[25]。同年7月14日に行われた福井県立恐竜博物館のリニューアルに合わせ、翌7月15日より運行を開始した[27]。

#### 除雪用車両
- SR形 - 1両（SR01）
後述のML521形に代わって2024年（令和6年）3月に導入された[28]。阪神車両メンテナンス製造。車体外装は青色、シングルアームパンタグラフで、車両前後に排雪板があり、ロータリー設備は無い[29]。

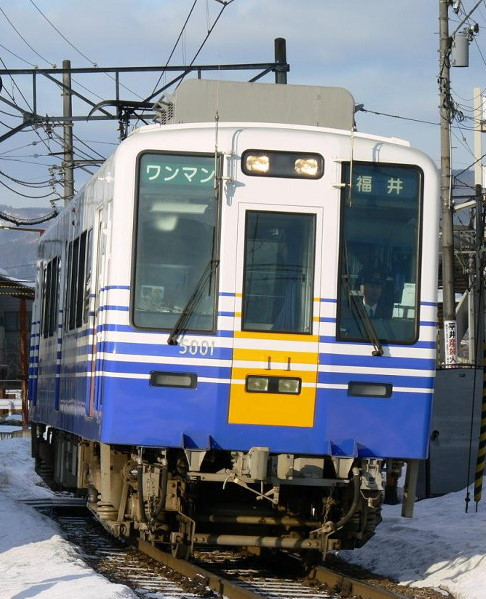
MC5001形
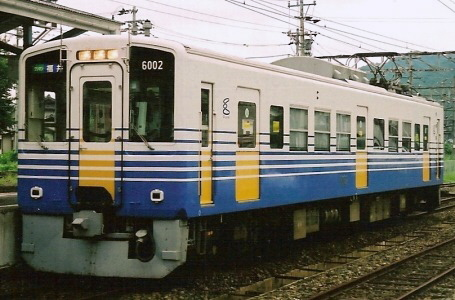
MC6001形
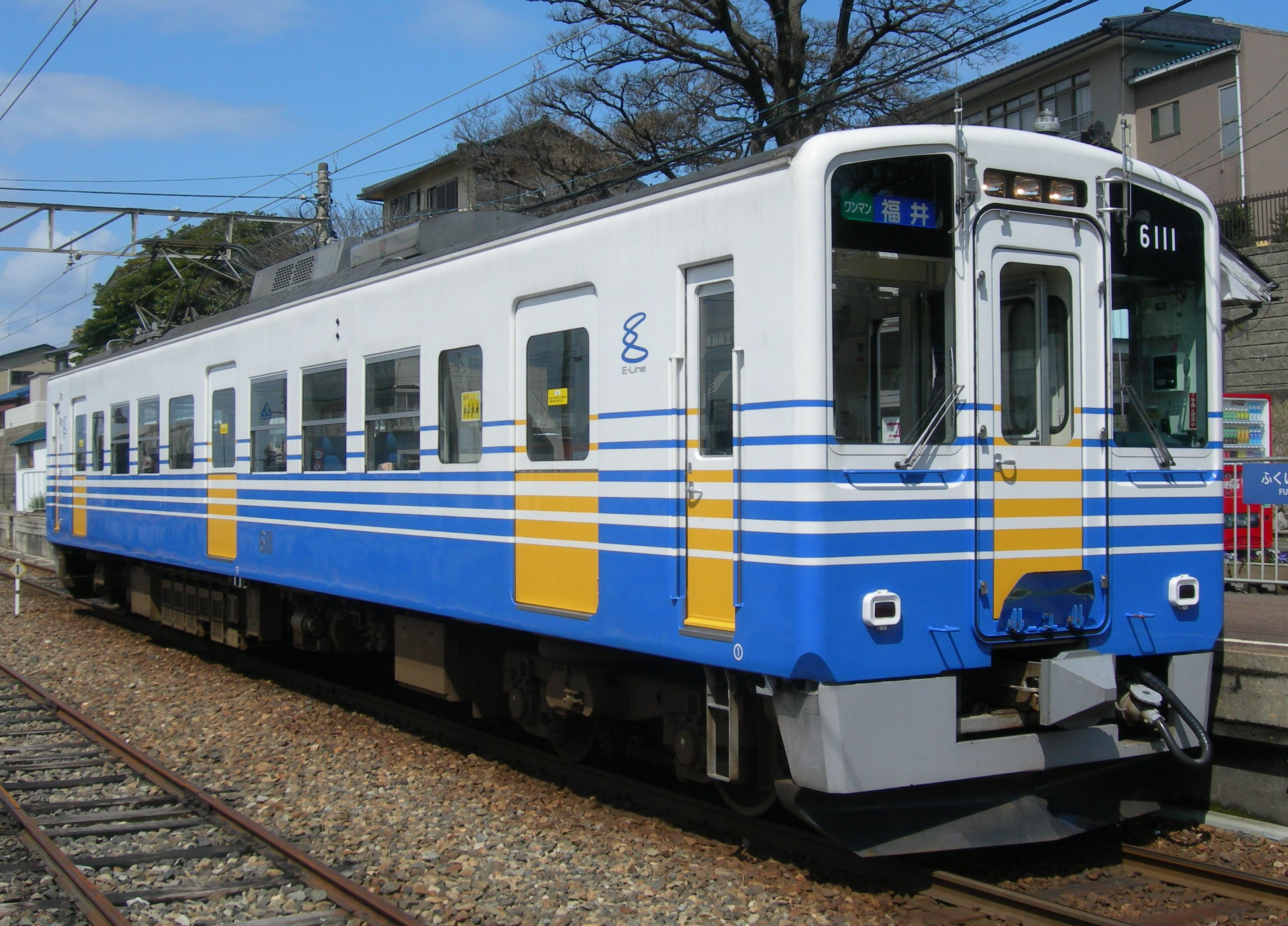
MC6101形
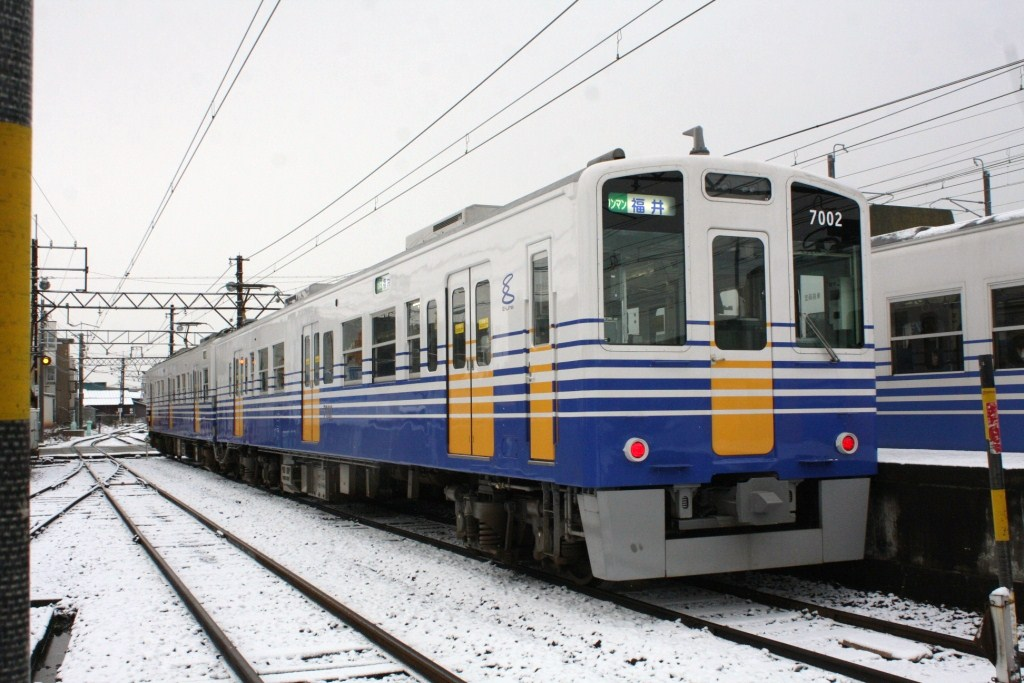
MC7000形
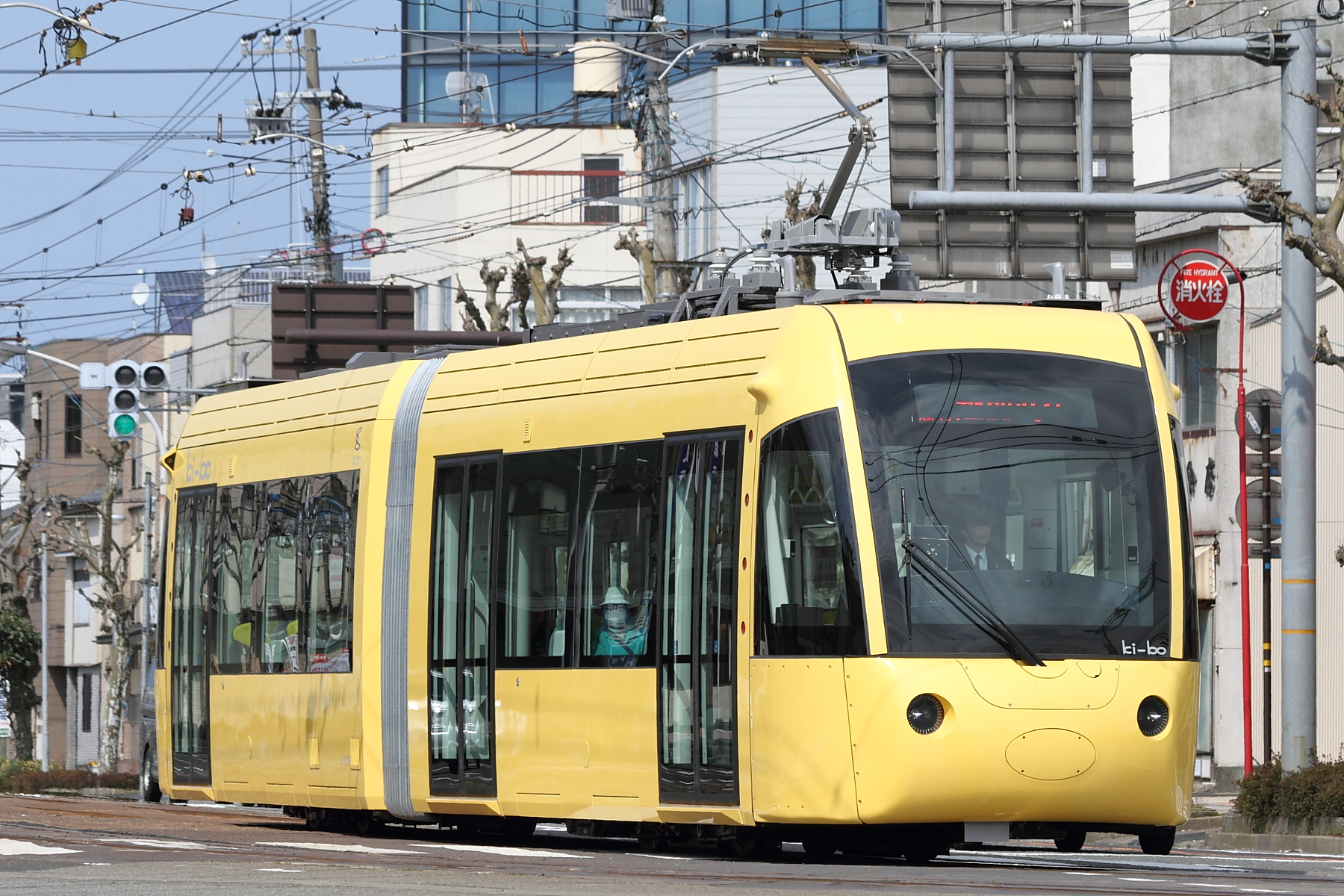
L形 ki-bo（キーボ）

#### 過去の車両

##### 電車
- MC1101形
元は運輸省規格形車体の自社発注新製車ホデハ（モハ）1001形。1981年（昭和56年）に阪神5101形の車体（MC2101形同様に中央ドア部分は埋められて窓になっている）を利用して更新。1998年（平成10年）には豊橋鉄道から譲受された同社1900系の台車（元国鉄101系・111系のもの）、電装品を流用して新性能・冷房化改造されている。1101は2000年（平成12年）の正面衝突事故で廃車・解体され、1102のみがえちぜん鉄道に継承されたが、前述の元JR東海119系電車を改造したMC7000形への置き換えにより、2014年（平成26年）10月26日限りで運行を終了した[30][31]。MC2101形の運行終了後は唯一の片側2扉車であったが、1102の運行終了によって現用車両はすべて片側3扉車となった。
- MC2201形
元阪神3301形[32]。1986年（昭和61年）に4両譲受[32]。入線時に台車を国鉄101系の廃車発生品に交換[32]、さらに床下機器の配置変更で冷房電源用の発電機スペースを捻出[32]、京福最初の冷房車となった[32]。
2201は2001年（平成13年）の正面衝突事故で廃車。えちぜん鉄道には3両が継承されたが、2202 + 2203は主制御器の老朽化で2006年（平成18年）5月3日運行終了・6月解体。最後まで残った2204はMC7000形への置き換えにより2014年（平成26年）10月26日限りで運行を終了した[33][30][31]。
- MC2101形
元は南海1201形を1972年（昭和47年）に譲受したモハ2001形[34]2001 - 2016。車体老朽化のため、1982年（昭和57年）から1986年（昭和61年）にかけて車体を阪神5231形の車体に載せ替え（ただし中央ドアは埋められ、その部分に3連窓が設けられた）、モハ2101形2101 - 2116となった。南海1201形由来の吊り掛け駆動方式で、高速域の70 km/h運転をしていた。2111以降は京福時代に両運転台化されているが、ブレーキが旧式のままであることから2000年（平成12年）の衝突事故以降は1両編成で運転されておらず、主に朝夕のラッシュ時に2両固定編成で運転されていた。また、2111・ 2112・2115以外は冷房の取り付けも行われている。
えちぜん鉄道には14両が継承されたが、2101・2102は2005年（平成17年）10月30日運行終了、11月解体。2107・2110は2006年（平成18年）1月17日運行終了、3月解体。2105・2106は2005年（平成17年）8月11日運行終了、9月解体。その後は大きな変化はなかったが、2013年（平成25年）にMC7000形の導入に伴い1月に2114・2115、次いで2月に2108・2109が廃車・解体され、阪神譲受車で片運転台の車両が消滅した。その後、2112・2113が廃車・解体され、同年12月26日に最後まで残っていた2111と2116が運行終了[35]となり、2014年（平成26年）1月6日付で廃車された。これにより、えちぜん鉄道の旅客車における吊り掛け駆動車が消滅した。
- モハ3001形
元は南海11001系を譲受したモハ3001形3001 - 3008。えちぜん鉄道に継承されたものの、車齢40年を超え老朽化がひどく、営業再開後も一度も運用に入らないまま2003年（平成15年）までに全車廃車・解体。

##### 電気機関車
- ML6形 - 1両（6）
車両入換用。京福時代の形式はテキ6形。えちぜん鉄道継承後に車籍のない機械扱いとなり、2011年から勝山駅前の保存施設で動態保存されている。
- ML521形 - 2両（521・522）
京福時代の1949年より貨物用として運用を開始し、1980年代より除雪用。京福時代の形式はテキ521形。2024年3月の新型ラッセル車の導入に伴い廃車となり、同年3月8日に大阪府河内長野市に輸送された[28]。

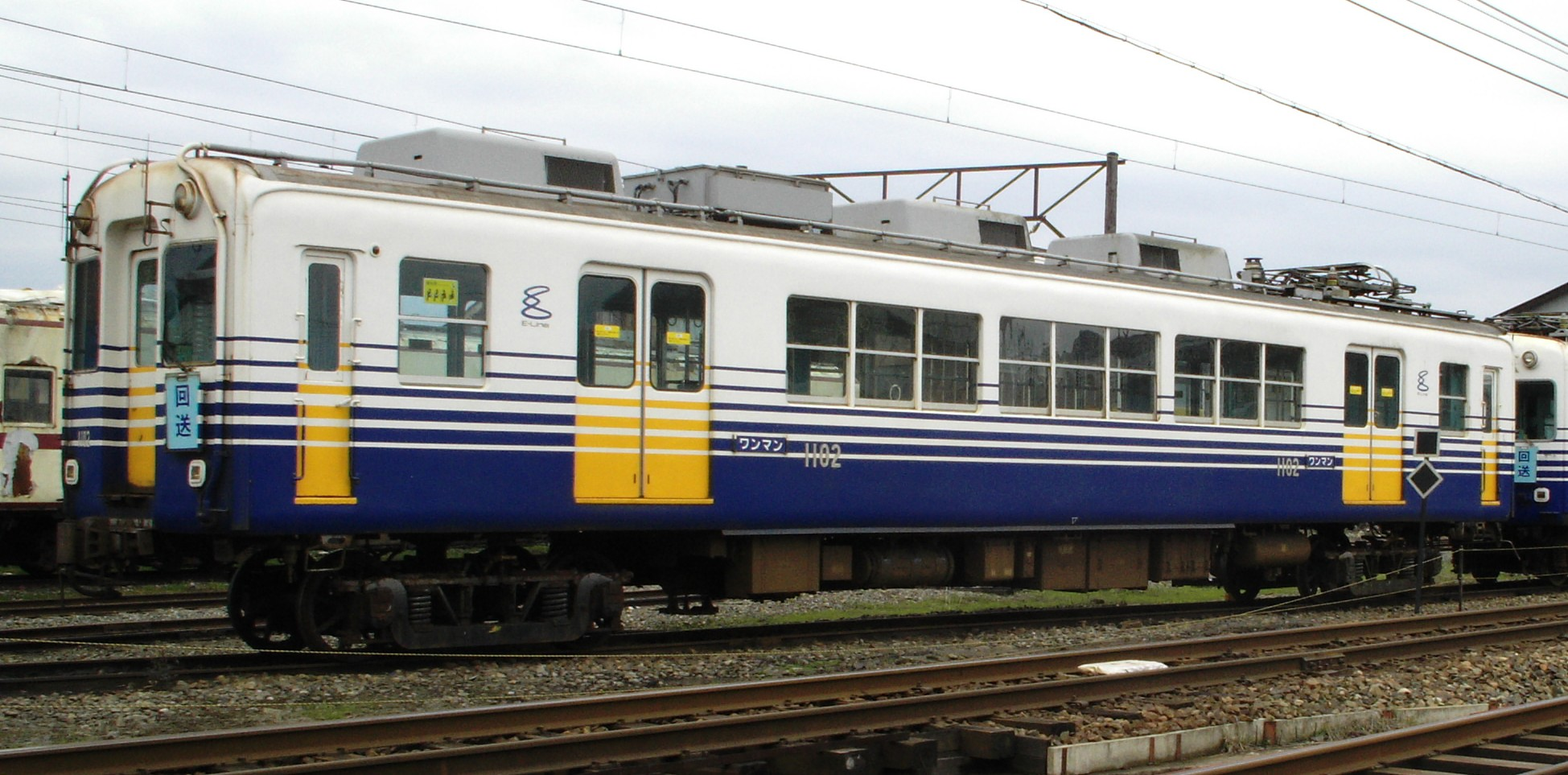
MC1101形
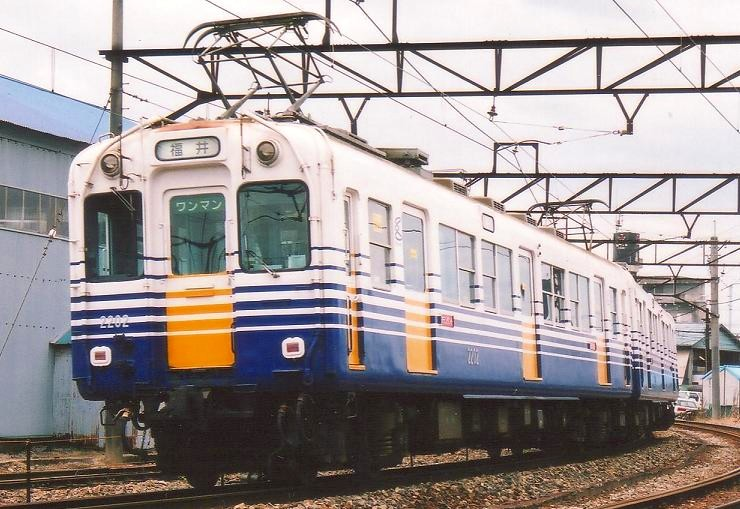
MC2201形2202（2005年廃車）
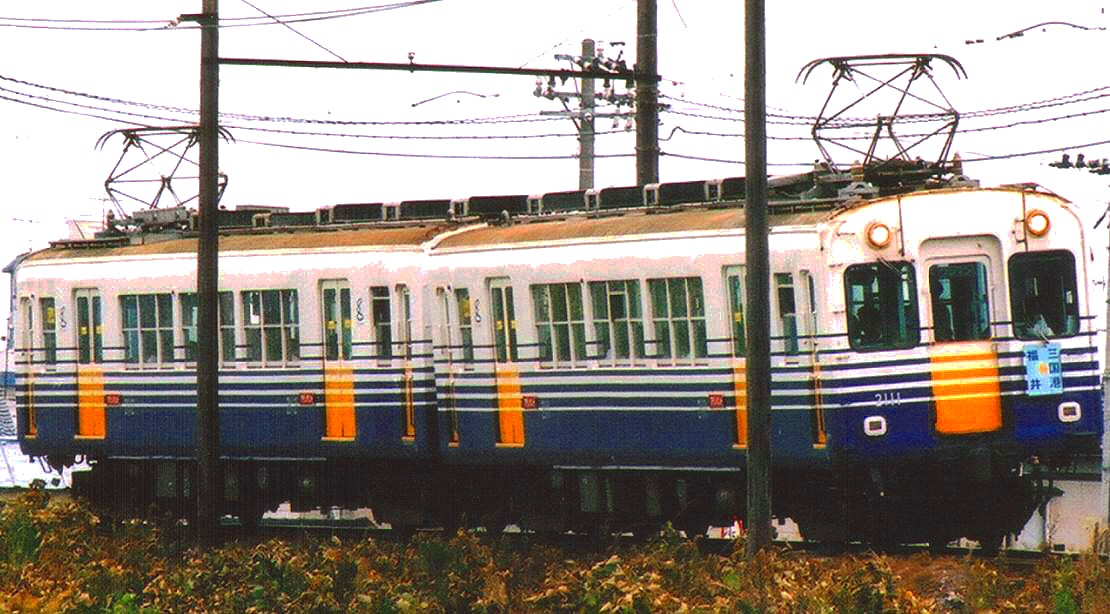
MC2101形
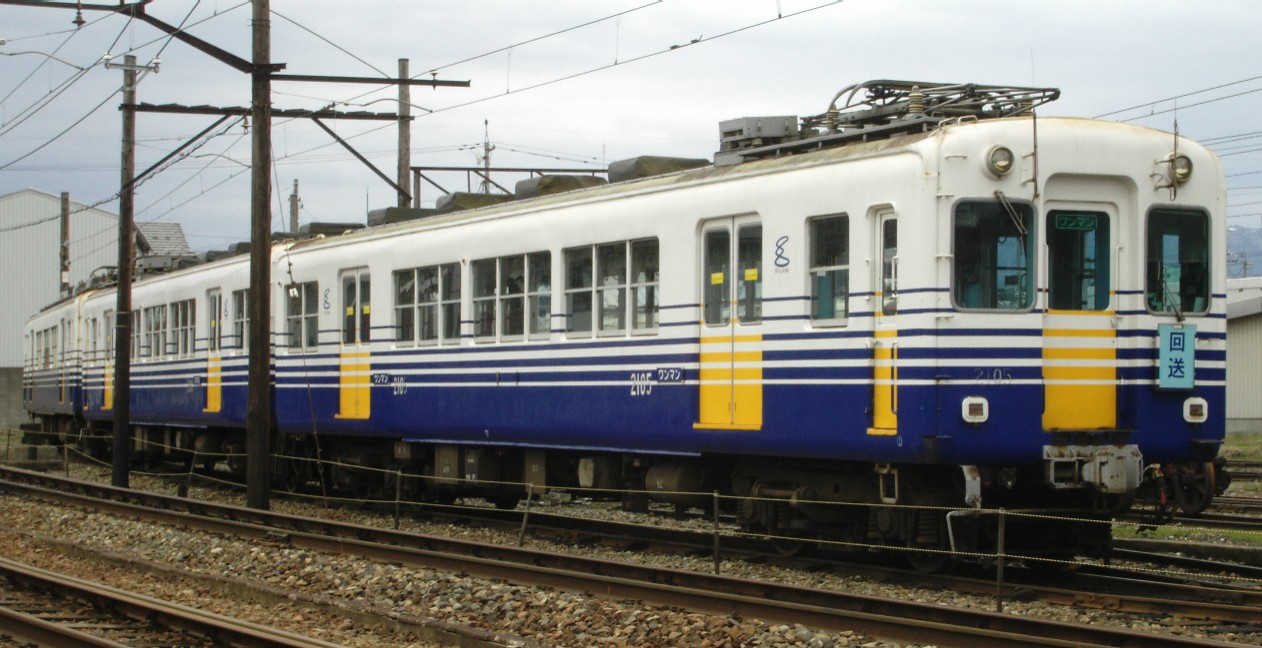
MC2101形2105（2005年廃車）
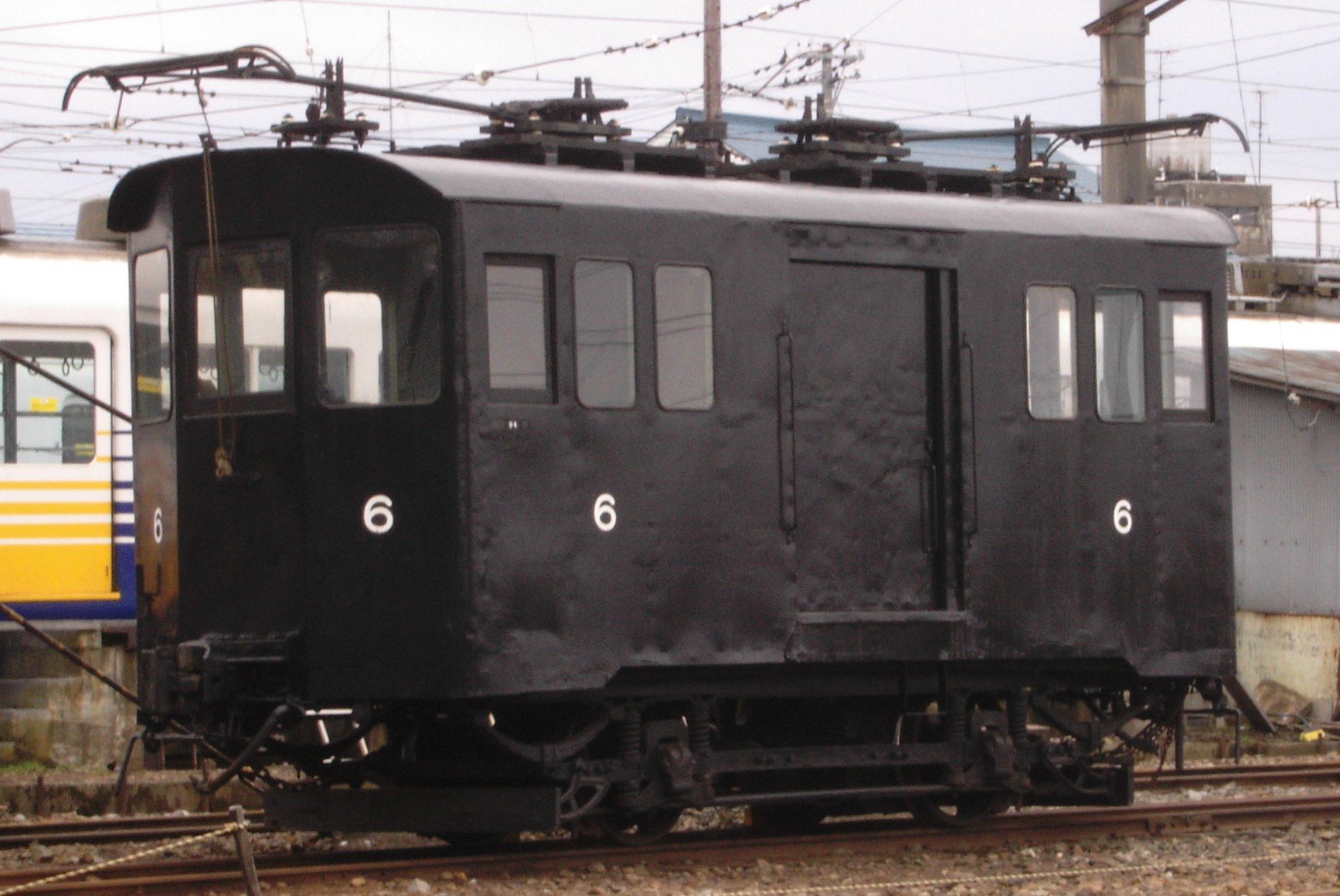
ML6形
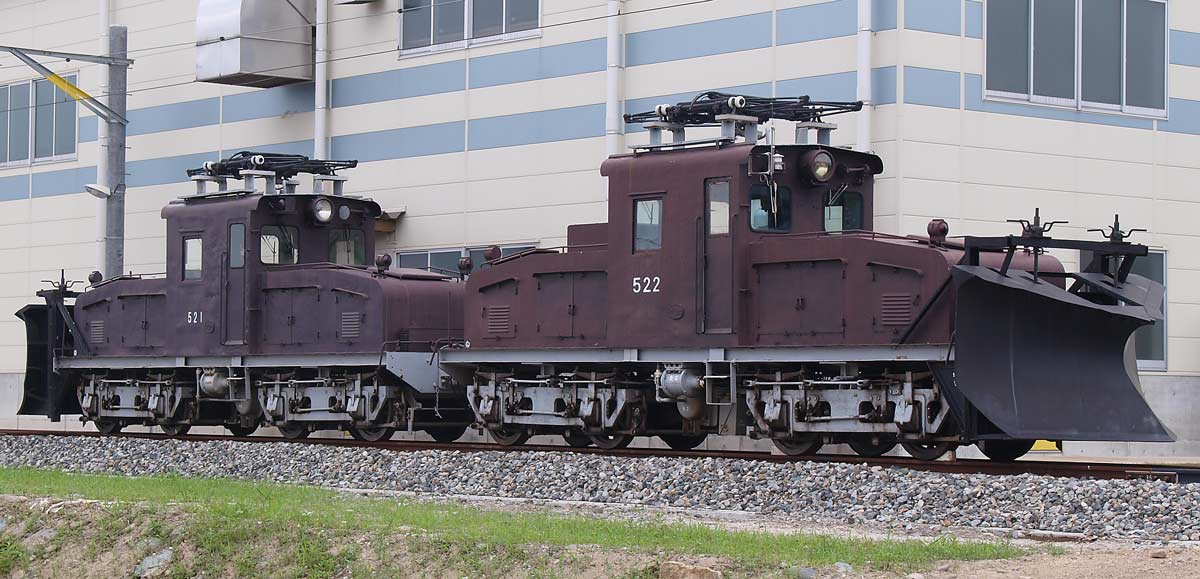
ML521形

#### 車両数の変遷
| 年         | モハ3001形 | MC1101形 | MC2101形 | MC2201形 | MC5001形 | MC6001形 | MC6101形 | MC7001形TC7001形 | MC8000形 | 計（冷房車） |
| ---------- | ---------- | -------- | -------- | -------- | -------- | -------- | -------- | ---------------- | -------- | ------------ |
| 2003       | 6          | 1        | 14       | 3        | 1        |          |          |                  |          | 25（10）     |
| 2004       | 2          | 1        | 14       | 3        | 1        | 2        | 2        |                  |          | 25（14）     |
| 2005       |            | 1        | 14       | 3        | 1        | 2        | 4        |                  |          | 25（16）     |
| 2006       |            | 1        | 10       | 3        | 1        | 2        | 8        |                  |          | 25（20）     |
| 2007- 2011 |            | 1        | 8        | 1        | 1        | 2        | 12       |                  |          | 25（22）     |
| 2013       |            | 1        | 2        | 1        | 1        | 2        | 12       | 6                |          | 25（25）     |
| 2015       |            |          |          |          | 1        | 2        | 12       | 12               |          | 27（27）     |
| 2021       |            |          |          |          | 1        | 2        | 12       | 12               | 2        | 29（29）     |

- 『私鉄車両編成表』各年版（ジェー・アール・アール）

### アテンダント
勝山永平寺線・三国芦原線（福武線直通列車を除く）の昼間の列車には2003年（平成15年）の各線の運行再開時より、乗車券の販売・回収や観光・接続案内の車内アナウンス、高齢者などの乗降時のサポートを行う女性客室乗務員（アテンダント）が乗務している。一般的な車掌とは異なり、扉扱いや出発合図などの列車を操作する業務は行わない（えちぜん鉄道ではこれらは運転士が行っている）。ただし昼間でも一部の列車にはアテンダントが乗務しない場合がある。具体的な乗務列車や乗務区間は非公開である。
かつて、MC1101形・2201形・2101形のアテンダント乗務列車には、側面に赤地に白抜きで「アテンダント」と書かれたサボが掲出されていた（上節のMC2101形・MC2201形の写真を参照）。
2008年（平成20年）1月18日、えちぜん鉄道開業時からアテンダントとして勤務しているチーフの嶋田郁美がその仕事の様子や営業再開までの道のりを綴ったノンフィクション本『ローカル線ガールズ』（メディアファクトリー刊・ISBN 978-4840121255）が全国発売されて以後、『朝日新聞』の「ひと」欄および関西版夕刊「ぷらっと沿線紀行」、『関西ウォーカー』（角川マーケティング）、テレビでは、『日経スペシャル ガイアの夜明け』（テレビ東京）などで取り上げられた。
2018年（平成30年）11月には、えちぜん鉄道のアテンダントを主人公とする映画『えちてつ物語〜わたし、故郷に帰ってきました。』が公開された。

### 運賃
大人普通旅客運賃（小児半額・10円未満切り上げ）。2024年（令和6年）3月16日改定。
| キロ程  | 運賃（円） |
| ------- | ---------- |
| 1 - 2   | 180        |
| 3 - 4   | 240        |
| 5 - 6   | 300        |
| 7 - 8   | 370        |
| 9 - 10  | 430        |
| 11 - 12 | 490        |
| 13 - 14 | 560        |
| 15 - 17 | 620        |
| 18 - 20 | 670        |
| 21 - 23 | 730        |
| 24 - 26 | 780        |
| 27 - 29 | 820        |
| 30 - 34 | 860        |
| 35 - 39 | 900        |
| 40 - 44 | 950        |
| 45 - 49 | 1000       |
| 50 - 52 | 1070       |

ただし福井市街にある駅相互間のうち2 kmをこえる区間に、普通運賃より割安な特定運賃を多数設定している。
- 三国芦原線
  - 福井 - 福大前西福井間のうち 4 km以内：180円
  - 福井 - 福大前西福井間のうち 4 km超：200円
  - 福井・新福井 - 日華化学前：260円
  - 田原町 - 八ツ島：220円
  - 福井・新福井・福井口 - 八ツ島：280円
  - 福大前西福井 - 新田塚：180円
  - 福井・新福井・福井口 - 新田塚：300円
- 勝山永平寺線
  - 福井 - 越前開発：200円
  - 福井・新福井 - 越前新保：220円
- 三国芦原線 - 勝山永平寺線間
  - 西別院・田原町 - 越前開発：180円

#### 運賃割引
福井鉄道との乗継運賃割引を、2012年（平成24年）10月1日から実施している。路線により適用条件が異なっている。
三国芦原線
- 普通運賃、通勤・通学定期を最大 25 %割引

勝山永平寺線
- 通勤・通学定期を 10 %割引（福井駅と福武線福井駅での乗り継ぎに限る）

### 企画乗車券
詳細は、公式サイトのお得な企画きっぷ情報を参照。2022年（令和4年）より、いずれの企画乗車券も三国花火大会当日の利用ができるようになった。発売額は2024年（令和6年）3月16日現在。
一日フリーきっぷ
土曜日・休日（年末年始も含む）限定で、えちぜん鉄道全線が乗り放題となる。販売価格は大人（中学生以上）1,200円、こども（小学生）600円。えちてつサポーターズクラブの会員の場合は割引が適用される。
福井鉄道・えちぜん鉄道共通1日フリーきっぷ
土曜日・休日（年末年始も含む）限定で、えちぜん鉄道全線と福井鉄道福武線全線が乗り放題となる。販売価格は大人（中学生以上）1,700円、こども（小学生）850円。
あわら温泉宿泊フリーきっぷ
芦原温泉の指定ホテル・旅館宿泊者が対象で、2日間乗り放題となる。前述のフリーきっぷとは異なり平日も有効となる。2日で2500円と割安で、かつ宿泊施設で1000円をキャッシュバックされるという仕組みだが、宿泊のチェックイン時に受けることになっている券面への割り印がないと2日目は無効となる。
恐竜博物館セット券
えちぜん鉄道一日フリーきっぷと、勝山市内の路線バス・乗合タクシー一日乗り放題（コミュニティバス「ぐるりん」を含むが、京福バスの路線バスは除外）がセットになったきっぷ。販売価格は大人（中学生以上）1,700円、こども（小学生）900円。平日も有効となるが、休館日は利用できない。福井県立恐竜博物館の入館予約がないと原則として発売しない。休館前の2022年（令和4年）12月4日までは福井県立恐竜博物館の入場券も含み、販売価格は展示内容により変動していた。

### キャッシュレス決済
えちぜん鉄道では、2020年（令和2年）にキャッシュレス決済を導入した。一部の有人駅の窓口ではクレジットカード、nanaco、QUICPayに対応し、2024年（令和6年）10月11日にはICOCAを導入し交通系ICカードへの対応も開始した。また、車内での決済は現金のみとなっている。キャッシュレス決済対応駅などは以下のとおり（2020年時点）。
- クレジットカード：定期券購入のみ[40]
- nanaco・QUICPay：全乗車券・グッズ購入に可能[40]
- 決済対応駅
  - 三国芦原線・勝山永平寺線共通：福井駅、福井口駅
  - 三国芦原線：田原町駅、福大前西福井駅、あわら湯のまち駅、三国駅
  - 勝山永平寺線：松岡駅、永平寺口駅、勝山駅

## バス事業
テクノポート号
西長田ゆりの里駅 - テクノポート福井間を運行。予約制。平日のみ運行。運賃は片道350円。回数乗車券と定期乗車券もある。運行はケイカン交通に委託。2012年（平成24年）頃までは高志タクシーに委託。
春江東部企業デマンドバス「ベンリくん」
西長田ゆりの里駅と福井空港周辺に立地する企業間を運行。予約制。平日のみ運行。運賃は片道350円。回数乗車券もある。運行はケイカン交通に委託。
新保・大和田巡回バス「あおぞらくん」（廃止）
土曜日・休日のみ運行。運行は福井交通に委託。2013年夏頃までは高志観光バスに委託。運行開始当初は乗合タクシーではなく、マイクロバスで運行されていた。2024年（令和6年）1月3日をもって運行終了。
勝山観光デマンドバス「勝ち山号」（廃止）
2014年（平成26年）4月7日運行開始。勝山駅と恐竜博物館前、ゆめおーれ勝山前、越前大仏前、平泉寺白山神社前、勝山城博物館前の間を運行。予約制。平日のみ運行。料金は一日乗車券のみで、大人500円、こども300円。勝山駅でデマンドバスチケットの事前購入が必要で、車内では発売しなかった。運行は大福交通に委託。恐竜博物館直通バスの増便により、2016年（平成28年）3月31日をもって運行終了。

## 飲食事業
えち鉄カフェ勝山（撤退）
2014年（平成26年）6月28日に勝山駅構内に「えち鉄カフェ勝山」（水曜日が定休日）を開店させたが、新型コロナウイルス感染症（COVID-19）の世界的流行により一時休業、その後再開したが、2023年（令和5年）6月30日に閉店した。跡地には2024年（令和6年）5月9日に勝山市観光まちづくり株式会社（第三セクター）がえち鉄カフェを再オープンさせた。
インフォメーションカフェたびのは（撤退）
2018年（平成30年）6月24日のえちぜん鉄道の連続立体交差事業完成時に福井駅構内に開店し、ドリンクとグッズの販売を行っていた。2024年（令和6年）2月29日に閉店した。跡地には2024年（令和6年）5月1日に民間のカフェが開店した。なお、2024年（令和6年）2月1日より福井駅改札外北口通路でえちぜん鉄道グッズ自動販売機を稼働している。
福井駅、松岡駅、永平寺口駅、勝山駅、新田塚駅、あわら湯のまち駅で1杯100円でセルフ式ホットコーヒーの販売を行っていたが、勝山駅が2014年（平成26年）のえち鉄カフェ開店を前に、福井駅が2015年（平成27年）の北陸新幹線高架下の仮駅舎への移転を前に、松岡駅、永平寺口駅、新田塚駅、あわら湯のまち駅が保健所の指導により2017年（平成29年）6月30日で販売を終了した。
これとは別に、福井駅 - 新福井駅間の高架下を飲食店向けに貸し出し、2024年（令和6年）2月14日に「福井屋台村」がオープンした。

## 関連メディア

### テレビ番組
- 日経スペシャル ガイアの夜明け ふるさとガールズ 〜地方再生を担う女性たち〜（2008年4月8日、テレビ東京）[37] - ローカル線の女性アテンダントを取材。えちぜん鉄道が登場。

### 書籍
- 『ローカル線ガールズ』（著者：嶋田郁美）（2008年1月19日、メディアファクトリー）ISBN 9784840121255 - えちぜん鉄道でアテンダントをしていた嶋田郁美によるノンフィクション。

### DVD
- 『えちぜん鉄道』（2012年12月21日、ビコム）DW4760

### 映画
- えちてつ物語〜わたし、故郷に帰ってきました。（2018年11月13日公開、ギャガ、監督：児玉宜久） - えちぜん鉄道を舞台にした鉄道映画 [55]